# Minnie Dlamini
Minenhle Jones (tên khai sinh là Minenhle Dlamini, ngày 7 tháng 7 năm 1990), được biết đến với tên đơn giản là Minnie, là một nhân vật, diễn viên và người mẫu truyền hình của Nam Phi. Năm 2010, cô được chọn làm người dẫn chương trình mới cho LIVE, một chương trình âm nhạc của Nam Phi được phát sóng trên SABC 1.

## Cuộc sống và giáo dục ban đầu
Cô sinh ra ở Jabulani và Nữ hoàng Dlamini ở Durban, tỉnh KwaZulu-Natal của Nam Phi. Cô đã được giáo dục sớm tại trường trung học nữ Northlands trước khi cô đến Đại học Cape Town, nơi cô học phim, truyền thông, kịch và kinh tế [không đầy đủ / bị loại trừ].

## Sự nghiệp

### Nhân vật truyền hình
Khi học tại Đại học Cape Town, Dlamini là người dẫn chương trình LIVE vào ngày 16 tháng 6 năm 2010 sau khi cô xuất hiện trên màn hình trong khi trình chiếu các chương trình "Ngày thanh niên" và "kỷ niệm World Cup". Sau đó, cô đồng tổ chức Mzansi Insider, một chương trình phong cách sống của SABC 1. Năm 2012, cô đã từ chức khỏi chương trình để theo đuổi sự nghiệp diễn xuất. Vào năm 2013, Minnie đã chuyển sang phát sóng thể thao bằng cách đồng tổ chức Soccerzone với Thomas Mlambo cho đến năm 2016 khi định dạng của chương trình được thay đổi bởi SABC 1. Kể từ đó, cô đã đồng tổ chức một số lễ trao giải trong nước và quốc tế bao gồm Giải thưởng âm nhạc Metro FM lần thứ 14, Giải thưởng Lựa chọn người xem ma thuật châu Phi 2016, Giải thưởng PSL và Giải thưởng điện ảnh và truyền hình Nam Phi.

### Đóng phim
Năm 2010, Dlamini ra mắt với tư cách là một nữ diễn viên điện ảnh trong Generations, xà phòng truyền hình SABC 1 trong đó cô xuất hiện với tư cách khách mời vai Miranda. Cô tiếp tục đóng vai chính là Zintle Lebone trong phim xà phòng The Wild và vai Nosipho Bogatsu trong phim Rockville.